# Steinstraße 3 (Braunschweig)

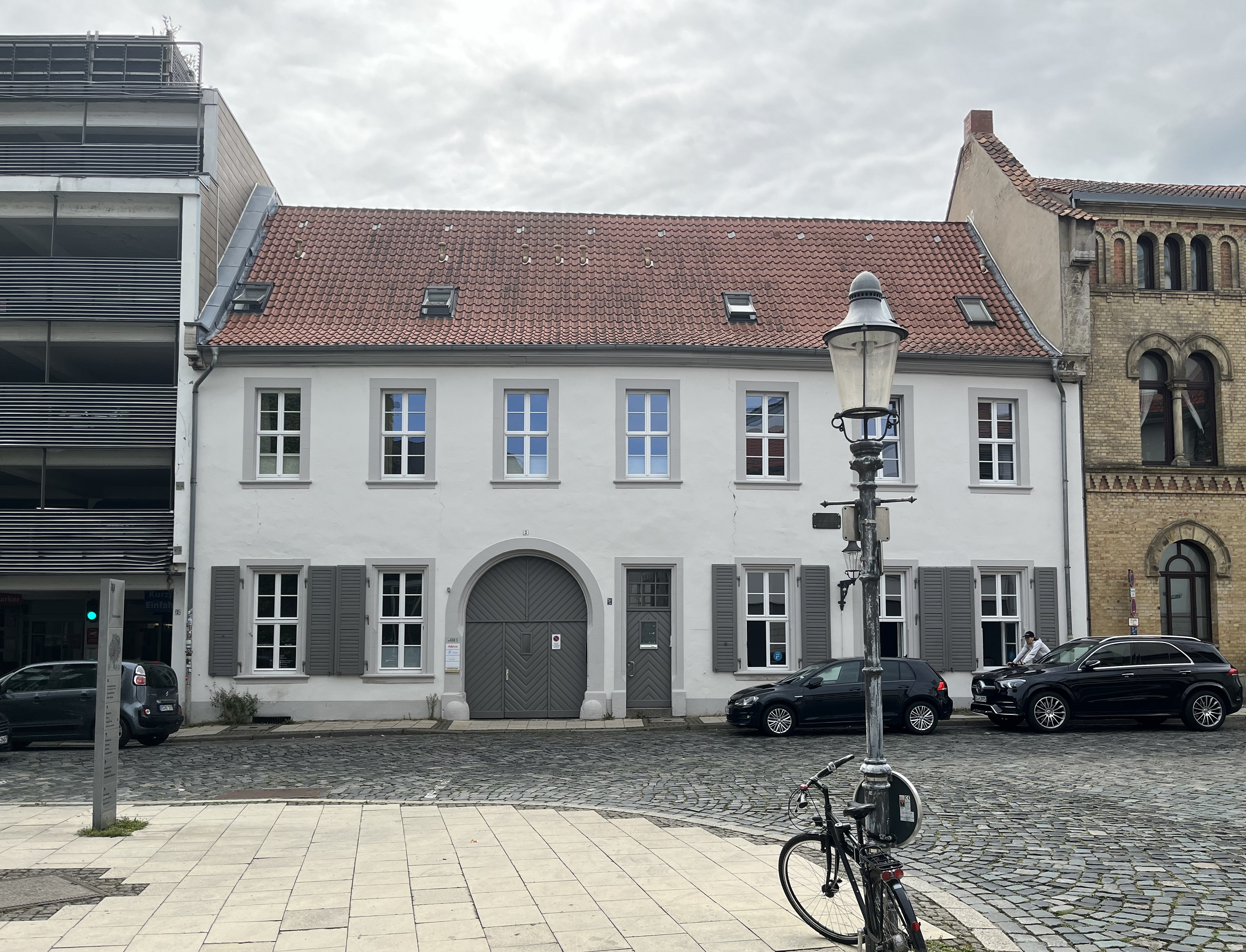
Steinstraße 3 im Jahr 2024

Fotos des Schwellbalkens von 1894

Das Gebäude Steinstraße 3 (Assekuranznummer 456), gelegentlich auch als „Jerusalem-Haus“ oder „Vibranssches Haus“ bezeichnet, liegt im Braunschweiger Weichbild Altstadt. Es wurde 1512 erbaut und in den Bombennächten des Zweiten Weltkrieges schwer beschädigt. Es steht heute unter Denkmalschutz.

## Geschichte
An der Stelle des heutigen, 1512 von Hermann von Vechelde und dessen Ehefrau Gese, geb. Döring, erbauten Patrizierhauses soll sich nach alten Stadtbüchern bereits 1364 ein Gebäude der Brüder Elers befunden haben. 1438 verkaufte es ein Hennig Elers an Albrecht von Vechelde, Sohn des Bürgermeisters Hermann von Vechelde. Albrecht hatte einen Sohn, den er nach seinem Vater Hermann nannte. Dieser ließ das ursprüngliche Bauwerk abreißen und 1512 ein großes Fachwerkhaus für sich und seine Ehefrau erbauen. Von diesem Bauwerk war bis 1944 nur noch das zweite Obergeschoss in Fachwerkbauweise erhalten. Bei bauhistorischen Untersuchungen aus dem Jahre 2016 stellte sich heraus, dass das gesamte Haus ursprünglich ein Steinhaus aus dem 13./14. Jh. gewesen ist, dessen Fassade im 18. Jh. in zeittypischer Manier umgebaut wurde. Zum Haus gehörte auch eine Kemenate.

Luderziehen, Abbildung aus C. W. Sack: „Alterthümer der Stadt und des Landes Braunschweig“ von 1861

Der Schwellbalken der zweiten Etage war mit einem Treppenfries mit reichem Schnitzwerk in Form zahlreicher figürlicher Darstellungen verziert. In 13 Feldern wurden von links nach rechts zunächst weltliche und dann religiöse Themen behandelt. Links beginnend sah man das Familienwappen der von Vechelde (drei Rosen im Schrägbalken), gefolgt von allegorischen Abbildungen von Schönheit und Stärke, gefolgt von einem Brunnen, einer Liebesszene und dem sogenannten „Luderziehen“. Anschließend folgte der Heilige Autor, Schutzpatron der Stadt Braunschweig, wiederum gefolgt vom Heiligen Lorenz mit dem Rost, einem Bischof, den Heiligen Drei Königen, einem Engel sowie der Heiligen Anna, Katharina und Barbara. Am anderen Ende des Balkens war das Familienwappen der Dörings zu sehen: ein aufrecht schreitender Löwe. Unterhalb des Schwellbalkens fanden sich Darstellungen menschlicher Köpfe und ein Vexierbild. Auch das Baujahr „1512“ war auf dem Balken zu sehen.
Nach mehrfachem Eigentümerwechsel erwarb die Fürstliche Kammer 1755 das Gebäude und überließ es ab 1761 Johann Friedrich Wilhelm Jerusalem, genannt „Abt Jerusalem“, als Dienstwohnung.

### Wohn- und Sterbehaus Abt Jerusalems

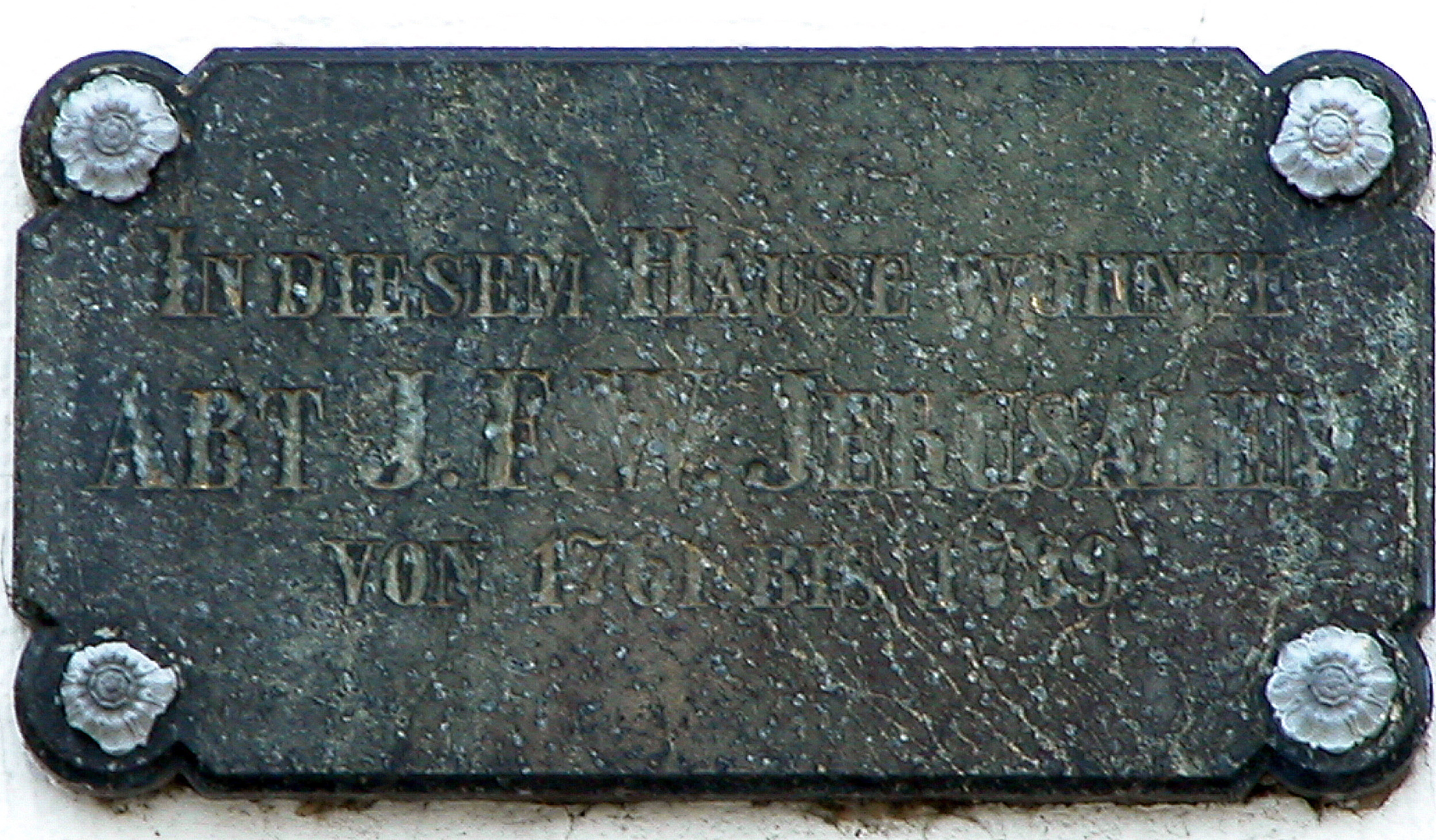
„In diesem Hause wohnte Abt J. F. W. Jerusalem von 1761 bis 1789“, verwitterte Gedenkplakette für Abt Jerusalem von 1895 (aufgenommen 2011)

Der Theologe und Mitbegründer des 1745 gegründeten „Collegium Carolinum“, Vorläufer der heutigen Technischen Universität Braunschweig, Johann Friedrich Wilhelm Jerusalem verbrachte die letzten 28 Lebensjahre im Haus Steinstraße 3 und verstarb dort am 2. September 1789. Zur Erinnerung an ihn ließ der Kaufmann Louis Gerloff 1895 eine Gedenktafel mit der Aufschrift „In diesem Hause wohnte Abt J. F. W. Jerusalem von 1761 bis 1789“ am Haus anbringen. Die Tafel befindet sich noch heute dort, ist aber stark verwittert.
Nach Jerusalems Tod bezog dessen Amtsnachfolger im Kloster Riddagshausen, Abt August Christian Bartels, das Gebäude und bewohnte es bis 1820, In der Folge wechselten die Bewohner vielfach. Von 1865 bis 1867 befand sich in der Steinstraße 3 auch die Höhere Töchterschule, die anschließend in die Kleine Burg umzog. Seit 1873 war Kaufmann Gustav Vibrans der Grundstückseigentümer und betrieb dort zusammen mit Kaufmann Gerloff ein Geschäft.

### Zerstörung im Zweiten Weltkrieg und Wiederaufbau
Das Gebäude wurde 1944 durch Bombentreffer schwer beschädigt und nach Kriegsende nur teilweise wieder aufgebaut. Da das Fachwerkobergeschoss zerstört war, sind die o. g. Schnitzereien heute nicht mehr vorhanden.